# Charles d'Espinoza
Charles d'Espinoza (Carolus d'Espinoza), né le 28 décembre 1659 et mort le 31 juillet 1742, était un prélat, évêque d'Anvers de 1728 à 1742.
En mars 1685 il est ordonné diacre de l'ordre des frères mineurs capucins puis prêtre en décembre de la même année. Il est ordonné évêque titulaire de Tricca (de) en novembre 1723 avant d'être nommé évêque d'Anvers de juin 1728 jusqu'à sa mort.